# Sarah De Bono
Sarah Renee De Bono (Melbourne, 6 marzo 1992) è una cantante australiana.

## Biografia
Sarah De Bono è salita alla ribalta nel 2012, quando ha partecipato alla prima edizione della versione australiana di The Voice, classificandosi quarta a seguito di una controversa eliminazione durante la finale. Come premio ha ricevuto 10.000 dollari. A luglio 2012 è stato pubblicato il suo album di debutto No Shame, arrivato in 7ª posizione nella ARIA Albums Chart. È stato promosso dal singolo omonimo, piazzatosi in 50ª posizione nella classifica australiana. In quest'ultima hanno fatto il loro ingresso quattro cover della cantante, contenute nel disco, ed un inedito, Beautiful, al 4º posto, che è stato poi certificato disco d'oro nel paese. Nell'autunno 2012 ha aperto i concerti australiani dello Stronger Tour di Kelly Clarkson.

## Discografia

### Album in studio
- 2012 – No Shame

### Singoli
- 2012 – No Shame
- 2013 – Oasis